# Fröhlckesche Windmühle Woldegk

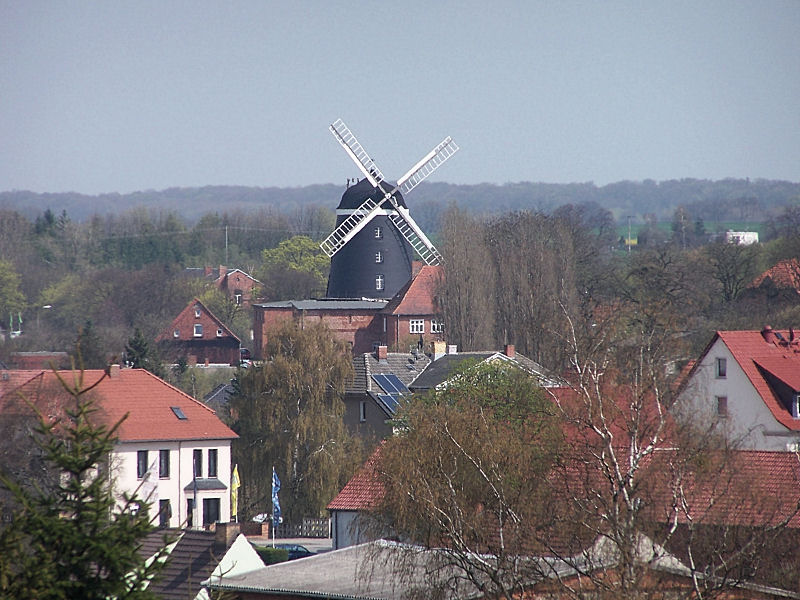

Die Fröhlckesche Windmühle, auch Seemühle genannt, in Woldegk (Mecklenburg-Vorpommern Landkreis Mecklenburgische Seenplatte), Prenzlauer Chaussee 5, wurde 1888 gebaut und ist heute eine private Gebäudeanlage mit Wohnungen.
Das Gebäude steht unter Denkmalschutz.

## Geschichte

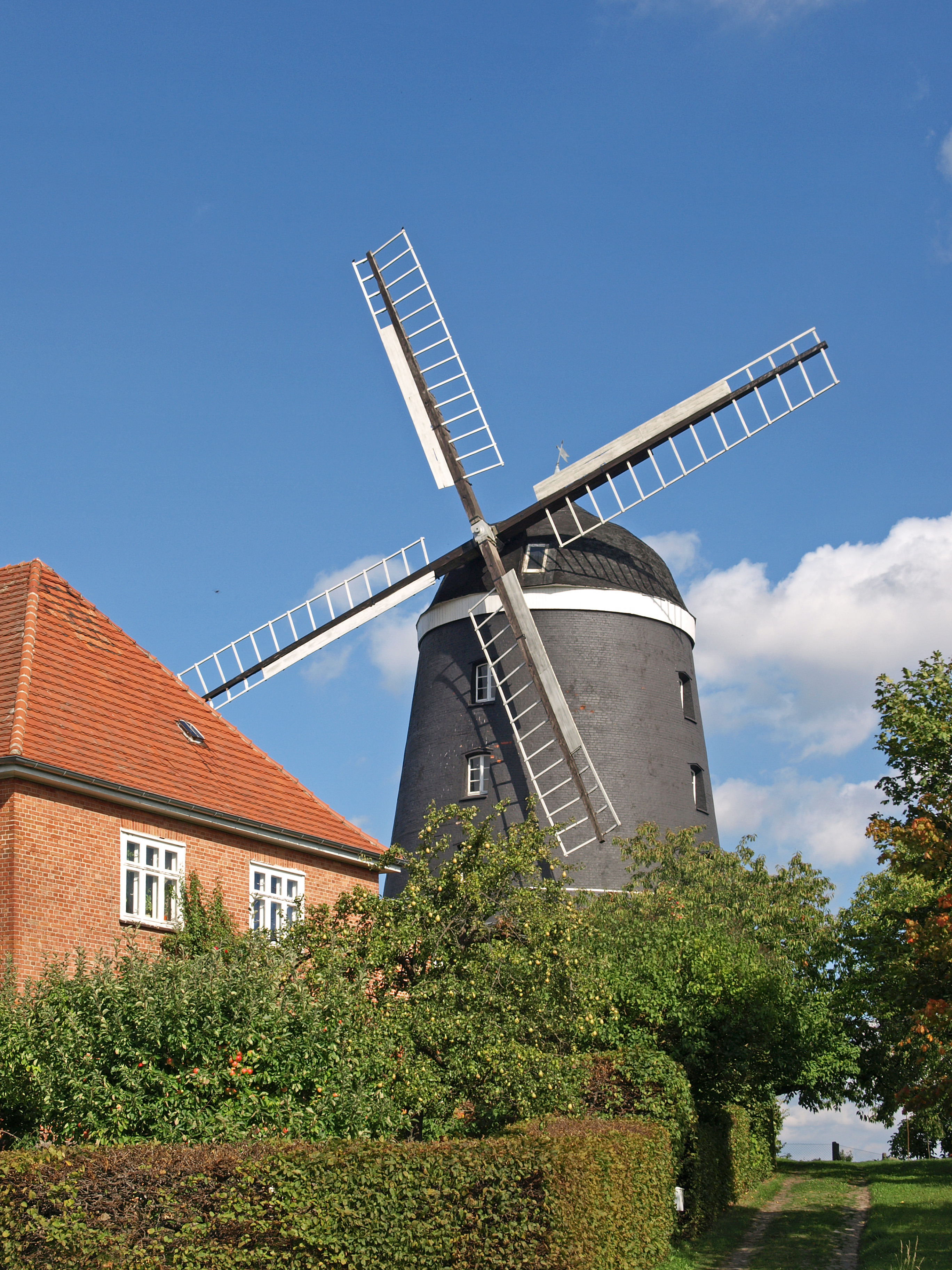

Woldegk, die Stadt der Windmühlen mit 4315 Einwohnern (2019), wurde zwischen 1236 und 1250 angelegt und war eine wichtige Grenzstadt der Herrschaft Stargard.
Woldegk liegt am Fuße einer hohen Erhebung, dem 179 Meter hohen Helpter Berg. Deshalb wurde hier zum Ende des 16. Jahrhunderts die erste von mehreren Windmühlen erbaut. Es sind von den ursprünglich sieben Mühlen noch fünf gut erhaltene unterschiedliche Mühlen außerhalb der Altstadt am Mühlenrundweg erhalten: Buddesche Mühle, Ehlertsche Mühle, Windmühle und Mühlencafé sowie etwas entfernter die Fröhlckesche Mühle (Seemühle) und die Gotthunskampmühle (Töpfermühle), die beide nur von außen betrachtet werden können.
Zunächst stand hier seit Ende des 17. Jahrhunderts eine Bockwindmühle als sogenannte Seemühle. 1732 wurde die baufällig Mühle mit Hilfe der Stadt saniert. 1887 brannte sie ab.

Die neue fünfgeschossige runde Galerieholländermühle mit der weitausladenden Galerie, einem steinernen geteerten Rumpf (Turm) und der drehbaren geschweiften Haube (oder Kappe) wurde 1888 gebaut. Im zweigeschossigen Unterbau aus Feldsteinen im Erd- und Backsteinen im Obergeschoss befand sich die Wohnung des Müllers. Um 1900 wurde sie durch einen westlichen Speicheranbau und in den 1940er Jahren um ein zweigeschossiges Wohnhaus ergänzt sowie nördlicher um einen Backsteinanbau mit offener Durchfahrt im Erdgeschoss. Die leistungsfähigste Mühle in Woldegks stellte 1960 den Betrieb ein.
Die privaten Besitzer sicherten und sanierten danach die Gebäude. Die Mühle kann nur von außen betrachtet werden.